# Рей, Анри-Поль
Анри-Поль Рей (фр. Henri-Paul Rey; (1904, Пем — 1981)— французский скульптор. Рей работал с камнем и деревом, но также есть его скульптуры, отлитые в бронзе. Кроме того, он создал большое количество керамических работ.

## Биография и творчество
С 1925 по 1927 год Рей учился во Франции, в Региональной школе изобразительных искусств, расположенной в Безансоне (фр. l'Ecole Régionale des Beaux-Arts de Besançon), под руководством Жоржа Латьера (фр. Georges Laithier) и Леона Тироде (фр. Leon Tirode).
С 1927 по 1933 год он учился у Бушара, Жана-Антуана Энжальбера (фр. Jean-Antoine Injalbert) и де Вильерса в Национальной школе изобразительных искусств (фр. École Nationale Supérieure des Beaux-arts) в Париже.
В период обучения и с 1928 по 1930 год Рей работал в Париже совместно с «Группой Гуаль», организованной Хайме Сабартесом, и занимался изготовлением мраморных постаментов для бронзовых скульптурных композиций Сабартеса (см.образец).
Рей принадлежит ко второму поколению кубистов. Как многие художники, работающие в этом стиле, он включал африканские мотивы в его впечатляющие скульптуры.
Работы Рея получили художественную оценку ещё до войны. В 1937 году он представил экспозицию своих деревянных скульптур в Париже на международной выставке в павильоне Франша Комте (фр. Franche Comté) и аналогичной, под названием «Древо Мира» (англ. Tree of Peace) в 1939 году в Нью-Йорке. Выставки регулярно проходили и в салоне «Художники Франции» (фр. Société des Artistes Français) в Париже, где он получил бронзовую медаль в 1932 году, серебряную медаль в 1933 и золотую медаль в 1937 году.
Некоторые работы Рея представляют собой впечатляющие монументальные скульптуры. К примеру, скульптура «Девы Марии» созданная в 1949 году по заказу Епископа Дюбора (фр. Dubourg) для «Монумента Освобождения» (фр. Monument de la Libération) в Безансоне, высотой 7 метров. Великолепный храм в городе Пем также богат произведениями Рея. Среди творений Рея есть также бюсты известных писателей, художников, политиков и ученых, таких как Луи Люмьер, Эдуард Белин, президент Жюль Греви, кардинал Бине и другие. Рей был награждён международной премией в области скульптуры, был избран членом-корреспондентом (и получил золотую медаль) Академии литературы, науки и искусства в Безансоне в 1971 году.
Произведения Рея можно увидеть в музеях Франции (Парижа, Дижона, Безансона и Арля), США, Канады, Польши и других странах.

## Работы Анри-Поля Рея
- Скульптура Девы Марии (Монумент Освобождения в Безансоне, Франция)
- Скульптура Девы Марии (Монумент Освобождения) см.1 и 2 фото (на 2 фото подпись автора, сохранить и увеличить постамент)
- Информация о работах на сайте ARTNET
- Информация о работах на сайте галереи «Papillon»
- Информация о работах на сайте галереи «Papillon»
- Информация о работах на сайте галереи «Papillon»
- Информация о работах на сайте галереи «Papillon»
- Информация о работах на сайте галереи «AskArt»
- Информация о работах на сайте галереи «ArtPrice» (регистрация обязательна)